# Horst Ankermann
Willi Walter Horst Ankermann (* 20. Dezember 1921 in Königsberg, Ostpreußen; † 5. August 2005 in Berlin) war ein deutscher Pharmakologe und Bildhauer.

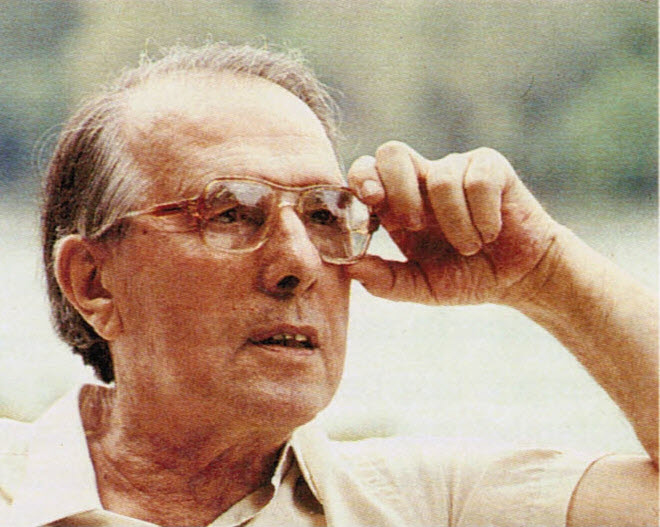
Horst Ankermann (1992)

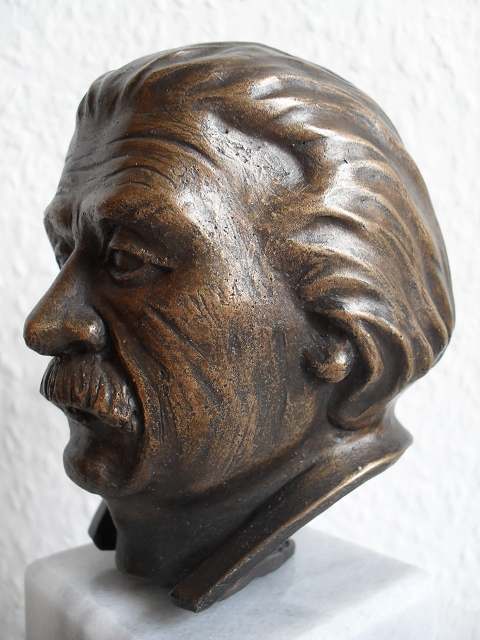
Horst Ankermann: Albert-Einstein-Büste, Bronze

## Leben und Beruf
1942 nahm Ankermann als Wehrmachtsangehöriger das Studium der Medizin auf und kam am 17. April 1945 in sowjetische Kriegsgefangenschaft, wo er erste Erfahrungen in der Schnitzkunst machte. Im Jahre 1952 absolvierte er das medizinische Examen mit der Bestnote und erhielt die Approbation als Arzt. Im darauffolgenden Jahr arbeitete er als Assistent in der II. Medizinischen Klinik und dem Pathologischen Institut der Charité. Am 16. Januar 1954  wurde er Assistent am Institut für Pharmakologie und Toxikologie der Charité und am 2. Dezember desselben Jahres an der Humboldt-Universität zu Berlin mit der Dissertationsschrift Über Kernglykogen in der Leber, sein Auftreten im Punktions- und Sektionsmaterial und seine Beziehungen zu verschiedenen pathologischen Prozessen  zum Dr. med. promoviert. Bereits am 1. Januar 1956 wurde er zum Oberassistenten ernannt; am 23. September 1957 wurde ihm die Erlaubnis zur Abnahme des Staatsexamens erteilt. Vorlesungen über die Arzneimittelverordnungslehre hielt er ab dem 9. Oktober 1959. Am 1. Oktober 1961 habilitierte er im Fach Pharmakologie und Toxikologie mit der Habilitationsschrift Über die Wirkungen des Adrenalin, Arterenol und Novodrin auf den Gasstoffwechsel und die Körpertemperatur der narkotisierten Ratte an der Charité, wurde am 1. Januar 1962 Dozent an der Universität Rostock und am 1. September 1962 kommissarischer Direktor des Institutes für Pharmakologie und Toxikologie der Universität Rostock. Am 1. Juni 1962 wurde Ankermann als ordentlicher Professor an die Friedrich-Schiller-Universität Jena berufen und darüber hinaus zum Direktor des Instituts für Pharmakologie und Toxikologie ernannt. Am 1. Juni 1973 erfolgte die Berufung als Prorektor an die Akademie für Ärztliche Fortbildung der DDR in Berlin und zum Lehrstuhlinhaber für Pharmakologie. Am 1. Januar 1986 wurde er emeritiert.
Er war 1973–1975 Vorsitzender der Arbeitsgemeinschaft der Pharmakologen der Industrie und der Hochschulen der DDR.
1965 nahm Ankermann das Schnitzen nach fast 20 Jahren der Unterbrechung wieder auf. 1994 stellte Ankermann das Schnitzen ein.

## Schriften (Auswahl)
als Autor
- Allgemeine Arzneimittelverordnungslehre. VEB Gustav Fischer Verlag, Jena 1967.
- Publikationen im „Medicamentum“. Informationen für Ärzte und Apotheker, Verlag Volk und Gesundheit.

als Herausgeber
- Entwicklungspharmakologie. Mit 14 Tab. Fischer, Stuttgart 1974. 176 S.

## Ausstellungen
- „Mit Stethoskop und Palette“ an der Charité (in mehreren Jahren)
- VII. Kunstausstellung der DDR (5. Oktober 1972 – 25. März 1973)
- Bezirks-Kunstausstellung (im Bezirk Gera in mehreren Jahren)
- Kunstarchiv Beeskow (zeitweilige Leihgaben)

## Bildhauerische Werke
Holz-Skulpturen von 1965 bis 1997 (Nummer, Titel, Holz, Höhe, Jahr)
| - 1 Weiblicher Kopf – Erle, 5 cm, 1965 - 2 Wettergucker – Erle, 10 cm, 1965 - 3 Bauer mit Stock – Erle, 10 cm, 1965 - 4 Schäfer mit Stock – Iroko, 17 cm, 1965 - 5 Bauer mit Zeitung – Iroko, 20 cm, 1965 - 6 Männlicher Kopf – Erle, 8 cm, 1965 - 7 Kopf eines Alten mit Mütze – Iroko, 8 cm, 1966 - 8 Erschießung – Erle, 12 cm, 1966 - 9 Studentin 1 – Rüster, 17 cm, 1966 - 10 Kopf eines Afrikaners – Ebenholz, 4 cm, 1966 - 11 Araber I – Iroko, 27 cm, 1966 - 12 Student mit Buch – Nußbaum, 16 cm, 1966 - 13 Mann mit gefalteten Händen – Ebenholz, 28 cm, 1966 - 14 Mann mit verschränkten Armen – Ebenholz, 28 cm, 1966 - 15 Student im Sturm – Iroko, 27 cm, 1966 - 16 Professor D. – Iroko, 33 cm, 1966 - 17 Frau mit erhobenen Armen – Olive, 22 cm, 1966 - 18 Mädchengruppe – Cocobolo, 17 cm, 1966 - 19 Streik – Linde, 23 cm, 1966 - 20 Bäuerin mit Korb –19 cm, 1966 - 21 Junger Lyriker – Linde, 31 cm, 1967 - 22 Sitzender Alter – Bruyere, 12 cm, 1967 - 23 Akt – Linde, 25 cm, 1967 - 24 Kindergruppe – Mahagoni, 21 cm, 1967 - 25 Mit Badetuch 1 – Mahagoni, 22 cm, 1967 - 26 Trümmerfrau – Nußbaum, 24 cm, 1967 - 27 Die beiden Alten – Linde, 19 cm, 1967 - 28 Turner – Linde, 24 cm, 1967 - 29 Frau, dekorativ – Olive, 23 cm, 1967 - 30 Chirurg I – Linde, 24 cm, 1967 - 31 Banjo-Spieler 1 – Linde, 38 cm, 1967 - 32 Vietnamesin mit Kind – Linde, 35 cm, 1967 - 33 Abenteurer – Linde, 24 cm, 1967 - 34 Afrikanerin – Ebenholz, 18 cm, 1967 - 35 Wissenschaftler – Birke, 19 cm, 1968 - 36 Malermeister – Linde, 26 cm, 1968 - 37 Gärtner – Ebenholz, 16 cm, 1968 - 38 Vater und Sohn – Kirsche, 18 cm, 1968 - 39 Friede in Vietnam – Nußbaum, 13 cm, 1968 - 40 Paar, dekorativ – Olive, 17 cm, 1968 - 41 Mann und Mädchen – Nußbaum, 14 cm, 1968 - 42 Schnitzer – Birne, 19 cm, 1968 - 43 Sibirier – Cocobolo, 13 cm, 1968 - 44 Olympionike – Ebenholz, 31 cm, 1968 - 45 Nickerchen – Nußbaum, 17 cm, 1969 - 46 Straßenmädchen – Erle, 13 cm, 1969 - 47 Prügelei – Iroko, 15 cm, 1969 - 48 Kind beim Friseur – Linde, 17 cm, 1969 - 49 Das Ende – Birne, 25 cm, 1969 - 50 Sängerin – Linde, 32 cm, 1969 - 51 Kind beim Arzt – Mahagoni, 24 cm, 1970 - 52 Studentin II – Linde, 26 cm, 1970 - 53 Das Märchen – Iroko, 15 cm, 1970 - 54 Einsamkeit – Birke, 16 cm, 1970 - 55 Cellist – Linde, 28 cm, 1967 bis 1970 - 56 Knurrhahn – Nußbaum, 15 cm, 1971 - 57 Am Strand – Linde, 19 cm, 1971 - 58 Chirurg II – Linde, – 45 cm, 1974 - 59 Bäuerin – Linde, 49 cm, 1974 - 60 Schweißer – Linde, 51 cm, 1974 - 61 L.v.B.-Büste – Studie, Birke, 11 cm, 1974 - 62 Banjo-Spieler 11–Linde, 51 cm, 1975 - 63 Kräftemessen – Linde 20 cm, 1975 - 64 Gammler – Nußbaum, 15 cm, 1975 | - 65 Rot-Armist 1–Linde, 36 cm, 1975 - 66 Landwirt – Birne, 23 cm, 1975 - 67 Rot-Armist II – Cocobolo, 23 cm, 1975 - 68 Jazzer 1 – Buchsbaum, 23 cm, 1976 - 69 Mit Badetuch II – Buchsbaum, 20 cm, 1976 - 70 Chilene – Birne, 28 cm, 1976 - 71 Turmspringerin – Cocobolo, 22 cm, 1976 - 72 Packer – Buchsbaum, 13 cm, 1976 - 73 Mit Badetuch III – Gleditschie, 25 cm, 1976 - 74 Handballer – Buchsbaum, 20 cm, 1976 - 75 E.B.-Büste – Buchsbaum, 13 cm 1976 - 76 Sitzender Knabe – Linde, 19 cm, 1977 - 77 Der vom Schulzenhof – Birne, 30 cm, 1977 - 78 Auf Anstand – Olive, 11 cm, 1977 - 79 Maske 1 – Ebenholz, 26 cm, 1977 - 80 Maske 11 – Ebenholz, 29 cm, 1977 - 81 Araber 11 – Linde, 26 cm, 26 cm, 1979 - 82 Antiker Torso – Kopie, Birne, 23 cm 1980 - 83 Heimkehr – Eiche, 25 cm, 1980 - 84 Der alte Mann und das Meer – Büste – Buchsbaum, 11 cm, 1981 - 85 Vietnamesin – Sumpf-Zypresse, 42 cm, 1981 - 86 Machetero – Sumpf-Zypresse, 27 cm, 1981 - 87 Anonymus – Kirsche, 14 cm, 1982 - 88 R.K.- Büste I – Buchsbaum, 8 cm, 1982 - 89 Elefant – Birne, 12 cm, 1982 - 90 Faust 1 – Iroko, 33 cm, 1982 - 91 Lord – Ebenholz, 17 cm, 1982 - 92 Faust 11–Eiche, 37 cm, 1983 - 93 Balalaika – Birne, 18 cm, 1983 - 94 Das Jahr 1945 – Eiche, 16 cm, 1983 - 95 Jazz-Bassist – Gleditschie, 29 cm, 1983 - 96 Studentin im Sommerwind – Amarant, 32 cm, 1984 - 97 Jazzer II – Linde, 26 cm, 1984 - 98 Jazzer III – Eiche, 26 cm, 1984 - 99 Sonnenbad – Eibe, 4,5 cm, 1984 - 100 Vietnamesische Pieta – Linde, 20 cm, 1984 - 101 i.m.I.G. – Linde, 36 cm, 1985 - 102 Junge – Buchsbaum, 17 cm, 1985 - 103 Ein Kind braucht Liebe – Linde, 36 cm, 1985 - 104 F.E.-Büste I – Buchsbaum, 13 cm, 1985 - 105 Schneidergeselle – Cocobolo, 13 cm, 1985 - 106 In großer Garderobe – Ahorn, 21 cm, 1986 - 107 Solidarität – Kiefer, 32 cm, 1986 - 108 RK.-Büste II – Buchsbaum, 12 cm, 1987 - 109 Straßenmaler – Birne, 15 cm, 1987 - 110 Arbeitslos – Linde, 29 cm, 1987 - 111 Befreier – Iroko, 22 cm, 1987 - 112 Arbeitsberatung – Linde, 23 cm, 1988 - 113 Grizzlybär – Birke, 9 cm, 1989 - 114 Spitka – Birke, 22 cm, 1989 - 115 Rot-Armist-Büste – Buchsbaum, 11 cm, 1989 - 116 J.B-Büste I – Buchsbaum, 10 cm, 1989 - 117 Solo-Bratschistin – Mahagoni, 27 cm, 1989 - 118 L.v.B.-Büste – Buchsbaum, 13 cm 1990 - 119 Konzert-Meisterin -- Linde, 27 cm, 1990 - 120 K.K.-Büste – Buchsbaum, 13 cm, 1990 - 121 R.K.-Büste III – Buchsbaum, 10 cm, 1990 - 122 J.B. – Statuette -- Mahagoni, 25 cm, 1990 - 123 Jüdisches Paar – Linde, 25 cm, 1992 - 124 Arme Juden – Kirsche, 26 cm, 1992 - 125 J.B.-Büste II – Buchsbaum, 10 cm, 1993 unvollendet - 126 L.v.B.-Statuette – Mahagoni, 26 cm, 1994 - 127 L.v.B.-Statuette – Linde, 24 cm, 1994 - 128 L.v.B: Statuette – Mahagoni, 38 cm, 1997 |